# Киноальманах
Киноальманах, фильм-антология или «омнибус-фильм» — художественный фильм, состоящий из двух или более короткометражных фильмов, часто связанных только одной общей темой, местом действия или общим событием (обычно кульминационной точкой). В некоторых случаях разные части фильма снимают разные режиссёры. Иногда общей темой служит место («Нью-йоркские истории», «Париж, я люблю тебя»), человек («Четыре комнаты») или вещь («Двадцать долларов», «Кофе и сигареты»), которые присутствуют в каждой истории и служат для связывания их вместе. Антология также может представлять собой сборник экранизаций произведений определённого автора, например, «Вождь краснокожих и другие…» (1952) по рассказам О. Генри или «Истории ужаса» (1962) по рассказам Эдгара По.
Данный формат был введён в картине Дэвида Гриффита «Нетерпимость» 1916 года. К двум наиболее ранним американским фильмам, использующим такую форму повествования относят: «Гранд-отель» и «Если бы у меня был миллион» (оба фильма 1932 года). В ряде случаев одна главная сюжетная линия фильма обрамляется несколькими второстепенными, как в лентах «Глубокой ночью» (1945) и «Иллюстрированный человек» (1969). Первый из них способствовал популяризации данного формата фильмов ужасов, хотя подобные картины существовали и раньше, — британская киностудия Amicus Productions сняла несколько подобных кинолент в 1960—70-х годах. В течение 1960-х антологии были популярны во Франции и Италии, и выдающиеся режиссёры, такие, как Франсуа Трюффо и Федерико Феллини, сделали свой вклад в жанр, приняв участие в производстве фильмов «Любовь в 20 лет» и «Три шага в бреду» (1969).
К фильмам-антологиям можно отнести музыкальную киноленту Майкла Джексона «Лунная походка» (1988), включающую шесть коротких фильмов, основанных на песнях с альбома Bad, главным из которых является 40-минутное видео «Smooth Criminal». «Красную скрипку» (1998) также можно считать фильмом-антологией, так как основные сюжетные линии вращаются вокруг различных владельцев дорогой скрипки XVI века. Среди мультипликационных фильмов в жанре антологии ярким примером является «Аниматрица».
Фильмы-антологии часто путают с Hyperlink cinema, который показывает кусочки нескольких историй на протяжении всего фильма, в то время как фильм-антология по очереди демонстрирует сюжеты полностью. Некоторые ошибочные примеры фильмов-антологий включают «Криминальное чтиво» и «Сука любовь», чьи сюжетные линии разделены на отдельные сегменты и распределены не в хронологическом порядке.

## В Индии
Первым фильмом-антологией в Индии считается тамильский Sirikkathe, вышедший в 1939 году. В 1961 этот жанр пополнила бенгальская картина «Три дочери» Сатьяджита Рая, состоящая из трех коротких историй, снятых по мотивам рассказов Рабиндраната Тагора. В Болливуде фильмы-антологии представлены сборником фильмов ужасов Рама Гопала Вармы Darna Mana Hai (2003) и его сиквелом Darna Zaroori Hai (2006). Ещё один пример — «Любовь, секс и обман» Дибакара Банерджи, сюжетные линии которого связывает супермаркет, в котором работают или закупаются герои фильма. Среди фильмов на малаялам к антологиям относятся Yauvanam/Vandikkari (1974), Naalu Pennungal (2007), Kerala Cafe (2009) и 5 Sundarikal (2013). В штате Андхра-Прадеш кассовый успех имел фильм на языке телугу «Истории», включающий пять сюжетов на тему искупления для людей, стремящихся к славе и достатку любой ценой.